# Dansevise
A Dansevise (magyarul: Táncdal) Grethe és Jørgen Ingmann dán duó dala, amellyel Dánia képviseletében megnyerték az 1963-as Eurovíziós Dalfesztivált Londonban. A dal 1963. február 24-én, a dán nemzeti döntőben, a Dansk Melodi Grand Prixben megszerzett győzelemmel érdemelte ki a dalversenyen való indulás jogát.

## Az Eurovíziós Dalfesztivál
A dal a február 24-én tartott dán nemzeti döntőben nyerte el az indulás jogát.
A március 23-án rendezett döntőben fellépési sorrendben nyolcadikként adták elő, a Finnországot képviselő Laila Halme Muistojeni Laulu című dala után, és a Jugoszláviát képviselő Vice Vukov Brodovi című dala előtt. A szavazás során 42 ponttal (Belgiumtól, Finnországtól, Hollandiától, Luxemburgtól és Spanyolországtól maximális pontot kaptak) megnyerték a versenyt és megszerezték Dánia első eurovíziós győzelmét, egyben az 1964-es Eurovíziós Dalfesztivál rendezési jogát is elnyerték. Ez volt az első alkalom, hogy egy duó, valamint, hogy egy skandináv ország nyert Eurovíziót.
A következő dán induló Bjørn Tidmand Sangen Om Dig című dala volt a hazai rendezésű 1964-es Eurovíziós Dalfesztiválon Koppenhágában.
A következő győztes az Olaszországot képviselő Gigliola Cinquetti Non Ho L'Età című dala volt.

### Kapott pontok
| Össz | Szavazó országok   | Szavazó országok | Szavazó országok | Szavazó országok | Szavazó országok | Szavazó országok | Szavazó országok | Szavazó országok | Szavazó országok | Szavazó országok | Szavazó országok | Szavazó országok | Szavazó országok | Szavazó országok | Szavazó országok |
| Össz | Egyesült Királyság | Hollandia        | Németország      | Ausztria         | Norvégia         | Olaszország      | Finnország       | Jugoszlávia      | Svájc            | Franciaország    | Spanyolország    | Svédország       | Belgium          | Monaco           | Luxemburg        |
| ---- | ------------------ | ---------------- | ---------------- | ---------------- | ---------------- | ---------------- | ---------------- | ---------------- | ---------------- | ---------------- | ---------------- | ---------------- | ---------------- | ---------------- | ---------------- |
| 42   | 3                  | 5                | 2                | 3                | 4                | 2                | 5                |                  | 3                |                  |                  | 5                | 5                |                  | 5                |

## A dal története
A dal közepes tempójú, melyben az énekesnő táncolni hívja szeretett barátját. Az előadás során Grethe énekelt, férje Jørgen gitáron kísérte.